# Bednárec
Bednárec (en allemand : Groß Bernharz) est une commune du district de Jindřichův Hradec, dans la région de Bohême-du-Sud, en République tchèque. Sa population s'élevait à 110 habitants en 2020.

## Géographie
Bednárec se trouve à 9 km au nord-est de Jindřichův Hradec, à 51 km à l'est de České Budějovice et à 106 km au sud-est de Prague.
La commune est limitée par Jarošov nad Nežárkou au sud-ouest, à l'ouest et au nord, par Kamenný Malíkov au nord, par Bednáreček et Strmilov à l'est, par Nová Olešná au sud-est et par Blažejov au sud.

## Histoire
La première mention écrite du village date de 1377.

## Source
- (cs) Cet article est partiellement ou en totalité issu de l’article de Wikipédia en tchèque intitulé « Bednárec » (voir la liste des auteurs).